# Bismarckstraße (métro de Berlin)
Bismarckstraße est une station de correspondance située sur la ligne 2 et la ligne 7 du métro de Berlin, dans le quartier de Charlottenburg.

## Histoire

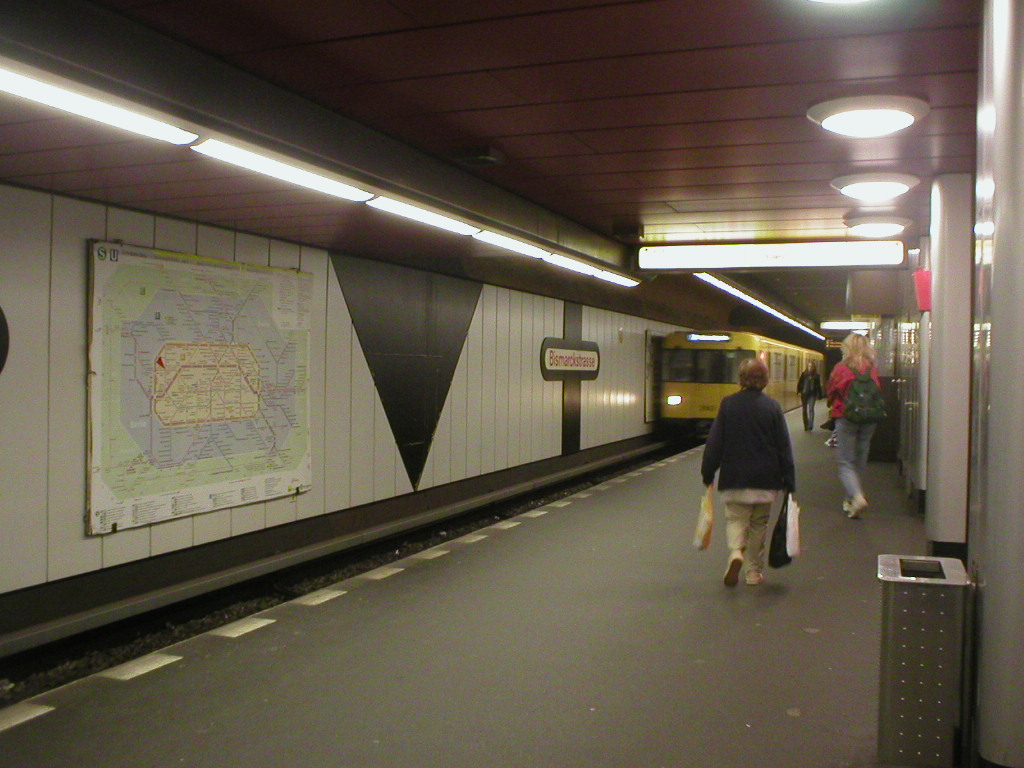
Quai de la station sur la ligne 7

La station ouvre le 28 avril 1978 dans le cadre de l'extension de la ligne 7 vers le nord-est de Berlin. La station de la ligne 2 est créée ex nihilo entre les stations Deutsche Oper et Sophie-C̥harlotte-Platz afin d'assurer la correspondance. Son architecture diffère donc fortement de ses voisines.